# Marienfest

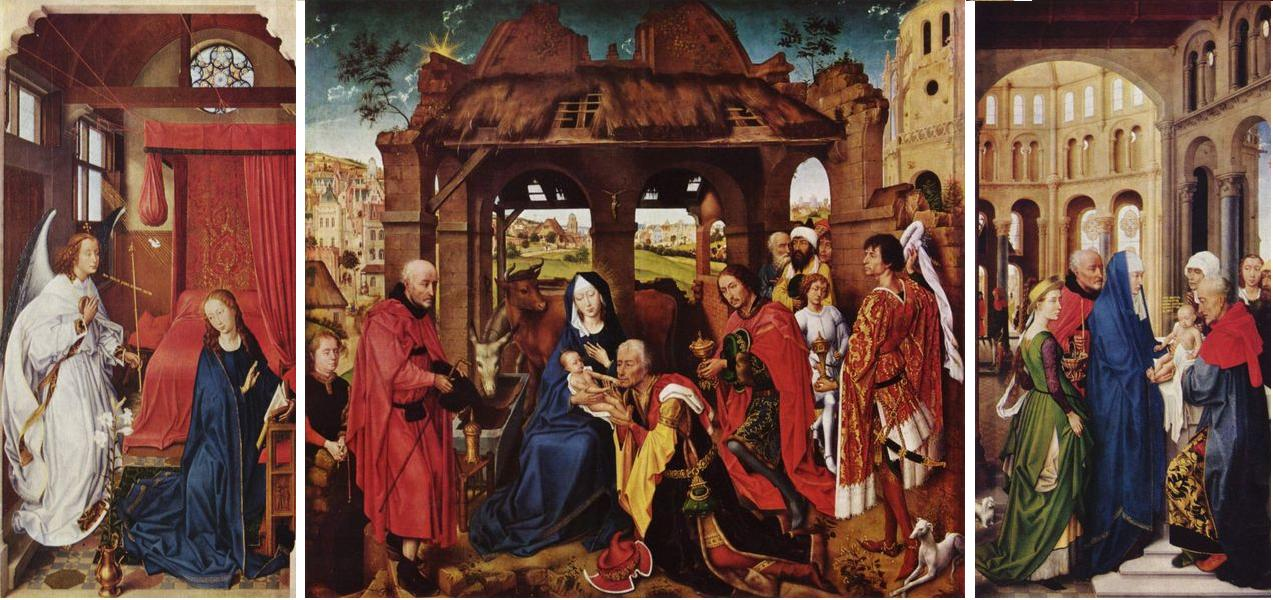
Retabel des Columbaaltares von Rogier van der Weyden

Marienfeste sind Feste und Gedenktage im Kirchenjahr, die der Verehrung Mariens dienen. Marienfeiertage werden vor allem in Ländern mit überwiegend römisch-katholischer Bevölkerung und in den orthodoxen Kirchen in besonderer Weise begangen. Außerdem gibt es auch Marienfesttage im Kirchenjahr der anglikanischen Gemeinschaft und der lutherischen Kirchen.
Im Saarland, in Bayern und Österreich sind einige Marienfeste auch staatliche Feiertage.

## Geschichte
In der Westkirche bildete sich im Frühmittelalter der Zyklus der wichtigsten Marienfeste im Kirchenjahr heraus. Seit dem 7. Jahrhundert feierte die Kirche in Rom vier Marienfeste:
- Darstellung des Herrn (Mariä Reinigung) am 2. Februar
- Verkündigung des Herrn (Mariä Verkündigung) am 25. März (damals als Marienfest erachtet, weniger als Christusfest)
- Mariä Aufnahme in den Himmel am 15. August
- Mariä Geburt am 8. September

Diese Feste ergänzten das ursprünglich einzige Marienfest: das Hochfest der Gottesmutter am 1. Januar.

## Römisch-katholische Kirche
- Hochfest der Gottesmutter, 1. Januar
- Gedenktag Unserer Lieben Frau in Lourdes, 11. Februar
- Patrona Bavariae, 1. Mai (regionales Hochfest in Bayern)
- Gedenktag Unserer Lieben Frau in Fátima, 13. Mai
- Maria, Hilfe der Christen (Schutzmantelfest), 24. Mai (heute in einigen Orden und Diözesen)
- Gedenktag Hl. Maria, Mutter der Kirche (Montag nach Pfingsten)
- Gedenktag Unbeflecktes Herz Mariä, am Tag nach dem Hochfest des Heiligstes Herzens Jesu (dritter Samstag nach Pfingsten)
- Fest Mariä Heimsuchung, 2. Juli, im Römischen Kalender am 31. Mai
- Gedenktag Unserer Lieben Frau auf dem Berge Karmel (volkstümlich auch Skapulierfest genannt), 16. Juli
- Gedenktag Unsere Liebe Frau vom Schnee, 5. August --> heute gefeiert unter dem Titel Weihetag der Basilika Santa Maria Maggiore in Rom.
- Hochfest Mariä Aufnahme in den Himmel (Mariä Himmelfahrt), 15. August
- Gedenktag Maria Königin, 22. August
- Fest Mariä Geburt, 8. September
- Gedenktag Mariä Namen, 12. September
- Gedenktag Gedächtnis der Schmerzen Mariens (Mater dolorosa), 15. September
- Gedenktag Unserer Lieben Frau vom Rosenkranz, volkstümlich Rosenkranzfest, 7. Oktober
- Gedenktag Unserer Lieben Frau in Jerusalem, früher volkstümlich auch Mariä Opferung, 21. November
- Hochfest der ohne Erbsünde empfangenen Jungfrau und Gottesmutter Maria (Mariä Empfängnis), 8. Dezember
- Gedenktag Unserer Lieben Frau von Loreto, 10. Dezember (2019 neu eingeführt)[2]

Traditionell ist der Mai Marienmonat, der Oktober Rosenkranzmonat.

### Marianisch geprägte Herrenfeste
Die beiden Feste
- Darstellung des Herrn (In praesentatione Domini), volkstümlich Mariä Lichtmess, 2. Februar
- Verkündigung des Herrn, volkstümlich Mariä Verkündigung (früher In annuntiatione B.M.V.), 25. März

wurden wegen ihres engen Bezuges zu Maria früher den Marienfesten zugeordnet, sind jedoch Herrenfeste (Feste des Herrn Jesus Christus).

### Ehemalige Marienfeste
- Verlobung Mariens mit Josef (In desponsatione Beatae Mariae Virginis cum Sancto Joseph), 23. Januar, 1725 bis 1970
- Kompassionsfest am vierten Freitag nach Ostern (Freitag nach Jubilate); heute lediglich noch gefeiert in Hennef-Bödingen.
- Fest Maria Lätitia, auch Fest der Sieben Freuden Mariens genannt, 5. Juli; ehemals im Franziskanerorden gefeiertes Fest.

## Evangelisch-lutherische und unierte Kirchen
Evangelisch-lutherische Kirchen begehen drei Herrenfeste mit marianischem Aspekt, die heute vor allem in der Selbständigen Evangelisch-Lutherischen Kirche gottesdienstlich begangen werden.
- 2. Februar: Mariä Lichtmess
- 25. März: Verkündigung des Herrn an Maria
- 2. Juli: Mariä Heimsuchung

Diese drei Tage sind auch im Evangelischen Gottesdienstbuch der Union Evangelischer Kirchen in der EKD und der Vereinigten Evangelisch-Lutherischen Kirche Deutschlands vorgesehen. Dabei gelten folgende Anregungen, entscheidend sind lokale Regelungen:
- Mariä Lichtmess: Bei Zusammenfall mit einem Sonntag wird das jeweilige Sonntagsproprium durch das Lichtmess-Proprium ersetzt. Ausnahme dabei ist der letzte Sonntag nach Epiphanias. In diesem Fall wird Lichtmess auf einen Werktag verlegt.

- Verkündigung des Herrn: Kann nicht an einem Sonntag gefeiert werden. Fällt der Tag auf Okuli, Lätare oder Judika, kann er am Vortag oder an einem Werktag der Folgewoche gefeiert werden. Fällt er auf einen Tag zwischen Palmsonntag und Ostermontag, kann er an einem Werktag der mit Quasimodogeniti beginnenden Woche gefeiert werden.

- Mariä Heimsuchung: Kann auf einen Sonntag verlegt werden und soll gefeiert werden, wenn es auf einen Sonntag fällt.[3]

Auch das Evangelische Gesangbuch enthält im bayrischen und thüringischen Regionalteil die Feste
- 2. Februar: Tag der Darstellung des Herrn (Mariä Lichtmess)
- 25. März: Tag der Ankündigung der Geburt des Herrn (Mariä Verkündigung)

In älteren Ausgaben ist auch Mariä Heimsuchung für den 2. Juli enthalten.
Auch der 15. August wird von manchen evangelischen Kirchen mit Maria verbunden. Da der Gedanke einer leiblichen Aufnahme Mariens in den Himmel mit der evangelischen Theologie nicht vereinbar ist, gilt der Tag schlicht als Todestag und damit Gedenktag der Maria, der offiziell in den Heiligenkalendern der Evangelisch-Lutherischen Kirche in Amerika und der Lutherischen Kirche – Missouri-Synode sowie der anglikanischen Kirchen geführt wird. Vor der Einführung des Evangelischen Namenkalenders fand sich dieses Datum unter Namen wie „Mariä Verscheiden“ auch in regionalen evangelischen Kalendern des deutschsprachigen Raumes.

## Orthodoxe Kirchen
Die orthodoxen Kirchen feiern auch das Fest der Niederlegung der Muttergottesgewänder am 2. Juli